# 宰姓
宰姓在百家姓中排名第302位，源自古代官职。

## 起源
1. 取自周朝官职名宰父，其子孙后代以祖先的官职名作为一种姓氏，从而产生了“宰姓”和宰父姓。此后亦有一些宰父姓改姓宰，成为了宰姓的一支。
2. 源于姬姓，因周公旦之后代周公孔任太宰一职，故被称为宰孔，其后代便已“宰”为姓氏，称为宰姓的一支。

## 分布
宰姓大多分布在中国河南省的林州市、内黄县，上海市的嘉定区，安徽省的淮南市，江西省的井冈山和北京等地。另有部分分布在台湾（中华民国）的台中和台南。但分布都不多，人数较少。又以山西省西河郡(现吕梁市离石区)为宰姓望族迁徙居住之地。

## 地名
- 宰庄村:山东省德州市齐河县焦庙镇

## 延伸阅读
[在维基数据编辑]
 《百家姓》
 《欽定古今圖書集成·明倫彙編·氏族典·宰姓部》，出自陈梦雷《古今圖書集成》